# Släggkastning för damer i friidrott vid olympiska sommarspelen 2004
 Släggkastning, damer vid  Olympiska sommarspelen 2004 genomfördes vid Atens olympiska stadion den 23 och 25 augusti.

## Medaljörer
| Event         | Guld                    | Guld         | Silver            | Silver  | Brons                 | Brons   |
| Släggkastning | Olga Kuzenkova Ryssland | 75,02 m (OR) | Yipsi Moreno Kuba | 73,36 m | Yunaika Crawford Kuba | 73,16 m |

## Resultat
Alla resultat visas i meter.

Q automatiskt kvalificerad.

q kvalificerad genom ett av de därnäst bästa resultaten

DNS startade inte.

OR markerar olympiskt rekord.

NR markerar nationsrekord.

PB markerar personligt rekord.

SB markerar bästa resultat under säsongen.

NM markerar ej resultat

DSQ markerar diskvalificerad eller utesluten.

### Kval
Kvalgränsen var satt till 68,50 meter, vilket klarades av 11deltagare, varför den resterande finalplatsen besattes av den med därnäst bästa resultatet.

#### Grupp A
| Placering | Totalt | Idrottare                 | Försök | Försök | Försök | Längd   | Noteringar |
| Placering | Totalt | Idrottare                 | 1      | 2      | 3      | Längd   | Noteringar |
| --------- | ------ | ------------------------- | ------ | ------ | ------ | ------- | ---------- |
| 1         | 3      | Gu Yuan (CHN)             | 71.65  | —      | —      | 71.65 m | OR         |
| 2         | 4      | Irina Sekatjova (UKR)     | 66.57  | 71.63  | —      | 71.63 m |            |
| 3         | 6      | Andrea Bunjes (GER)       | 70.73  | —      | —      | 70.73 m | PB         |
| 4         | 7      | Yipsi Moreno (CUB)        | 70.56  | —      | —      | 70.56 m |            |
| 5         | 10     | Kamila Skolimowska (POL)  | 67.29  | 68.66  | —      | 68.66 m |            |
| 6         | 13     | Ivana Brkljačić (CRO)     | 63.21  | 68.21  | 68.15  | 68.21 m |            |
| 7         | 16     | Jelena Konevtseva (RUS)   | 66.88  | 67.83  | X      | 67.83 m |            |
| 8         | 17     | Katalin Divós (HUN)       | 67.39  | 67.64  | X      | 67.64 m |            |
| 9         | 18     | Julianna Tudja (HUN)      | 62.80  | 65.94  | 66.85  | 66.85 m |            |
| 10        | 20     | Erin Gilreath (USA)       | 66.71  | 65.46  | 66.52  | 66.71 m |            |
| 11        | 22     | Berta Castells (ESP)      | 64.30  | X      | 66.05  | 66.05 m |            |
| 12        | 25     | Marija Smoljatjkova (BLR) | 65.68  | 65.31  | X      | 65.68 m |            |
| 13        | 26     | Ester Balassini (ITA)     | X      | 54.97  | 65.58  | 65.58 m |            |
| 14        | 27     | Yuka Murofushi (JPN)      | 65.33  | X      | 63.42  | 65.33 m |            |
| 15        | 28     | Clarissa Claretti (ITA)   | 62.43  | X      | 65.06  | 65.06 m |            |
| 16        | 32     | Bronwyn Eagles (AUS)      | X      | 64.09  | X      | 64.09 m |            |
| 17        | 33     | Brooke Krueger (AUS)      | 63.00  | X      | 63.88  | 63.88 m |            |
| 18        | 34     | Vânia Silva (POR)         | 63.81  | 61.77  | 61.44  | 63.81 m |            |
| 19        | 35     | Evdokia Tsamoglou (GRE)   | 57.56  | 62.76  | X      | 62.76 m |            |
| 20        | 41     | Shirley Webb (GBR)        | 61.60  | X      | X      | 61.60 m |            |
| 21        | 42     | Lucie Vrbenská (CZE)      | X      | 60.14  | 60.29  | 60.29 m |            |
| 22        | 43     | Jennifer Dahlgren (ARG)   | X      | X      | 59.52  | 59.52 m |            |
| 23        | 45     | Sanja Gavrilović (CRO)    | 56.79  | X      | X      | 56.79 m |            |
| —         | —      | Eleni Teloni (CYP)        | X      | —      | —      | NM      |            |

#### Grupp B
| Placering | Totalt | Idrottare                    | Försök | Försök | Försök | Längd   | Noteringar |
| Placering | Totalt | Idrottare                    | 1      | 2      | 3      | Längd   | Noteringar |
| --------- | ------ | ---------------------------- | ------ | ------ | ------ | ------- | ---------- |
| 1         | 1      | Olga Kuzenkova (RUS)         | 73.71  | —      | —      | 73.71 m | OR         |
| 2         | 2      | Yunaika Crawford (CUB)       | 71.74  | —      | —      | 71.74 m |            |
| 3         | 5      | Zhang Wenxiu (CHN)           | 71.56  | —      | —      | 71.56 m |            |
| 4         | 8      | Betty Heidler (GER)          | 66.20  | 69.81  | —      | 69.81 m |            |
| 5         | 9      | Volha Tsander (BLR)          | 66.20  | X      | 69.61  | 69.61 m |            |
| 6         | 11     | Alexandra Papayeoryiou (GRE) | 64.59  | 68.58  | —      | 68.58 m |            |
| 7         | 12     | Candice Scott (TRI)          | X      | 66.97  | 68.27  | 68.27 m |            |
| 8         | 14     | Liu Yinghui (CHN)            | 66.67  | 66.30  | 68.12  | 68.12 m |            |
| 9         | 15     | Manuela Montebrun (FRA)      | 64.31  | 67.74  | 67.90  | 67.90 m |            |
| 10        | 19     | Tatjana Ljsenko (RUS)        | X      | 66.82  | 65.57  | 66.82 m |            |
| 11        | 21     | Susanne Keil (GER)           | 66.35  | X      | X      | 66.35 m |            |
| 12        | 23     | Sini Pöyry (FIN)             | 66.05  | X      | 64.35  | 66.05 m |            |
| 13        | 24     | Éva Orbán (HUN)              | 65.76  | 63.68  | 63.31  | 65.76 m |            |
| 14        | 29     | Anna Mahon (USA)             | 64.11  | 64.99  | 61.65  | 64.99 m |            |
| 15        | 30     | Lorraine Shaw (GBR)          | 63.06  | 63.13  | 64.79  | 64.79 m |            |
| 16        | 31     | Svetlana Sudak (BLR)         | X      | X      | 64.42  | 64.42 m |            |
| 17        | 36     | Violeta Guzmán (MEX)         | 62.76  | 58.18  | 61.45  | 62.76 m |            |
| 18        | 37     | Aldenay Vasallo (CUB)        | 62.64  | 60.71  | 61.08  | 62.64 m |            |
| 19        | 38     | Marwa Hussein (EGY)          | 62.27  | X      | 57.24  | 62.27 m |            |
| 20        | 39     | Jackie Jeschelnig (USA)      | 58.00  | X      | 62.23  | 62.23 m |            |
| 21        | 40     | Stiliani Papadopoulou (GRE)  | 61.48  | 61.61  | X      | 61.61 m |            |
| 22        | 44     | Deborah Sosimenko (AUS)      | X      | 57.79  | 57.62  | 57.79 m |            |
| 23        | 46     | Marina Lapina (AZE)          | 55.34  | 50.60  | X      | 55.34 m |            |
| —         | —      | Lisa Misipeka (ASA)          | X      | X      | —      | NM      |            |

### Final
| Placering | Idrottare                    | Försök | Försök | Försök | Försök | Försök | Försök | Längd   | Notering |
| Placering | Idrottare                    | 1      | 2      | 3      | 4      | 5      | 6      | Längd   | Notering |
| --------- | ---------------------------- | ------ | ------ | ------ | ------ | ------ | ------ | ------- | -------- |
| 1         | Olga Kuzenkova (RUS)         | 73.18  | 74.27  | 75.02  | X      | 72.60  | 74.92  | 75.02 m | OR       |
| 2         | Yipsi Moreno (CUB)           | X      | 72.68  | X      | X      | 73.36  | X      | 73.36 m |          |
| 3         | Yunaika Crawford (CUB)       | 70.98  | 71.43  | 73.16  | X      | X      | 70.06  | 73.16 m | PB       |
| 4         | Betty Heidler (GER)          | X      | 67.71  | 72.73  | 72.47  | 70.21  | 68.49  | 72.73 m | NR       |
| 5         | Kamila Skolimowska (POL)     | 69.91  | 68.50  | 72.57  | X      | X      | 67.06  | 72.57 m | SB       |
| 6         | Volha Tsander (BLR)          | 66.17  | 70.15  | 72.27  | 65.01  | X      | 68.63  | 72.27 m |          |
| 7         | Zhang Wenxiu (CHN)           | X      | 72.03  | X      | 68.03  | X      | X      | 72.03 m |          |
| 8         | Irina Sekatjova (UKR)        | 69.40  | 70.11  | 67.34  | 66.40  | 70.40  | X      | 70.40 m |          |
|           |                              |        |        |        |        |        |        |         |          |
| 9         | Candice Scott (TRI)          | 63.13  | 69.94  | 68.51  |        |        |        | 69.94 m | NR       |
| 10        | Gu Yuan (CHN)                | 67.59  | 68.62  | 69.76  |        |        |        | 69.76 m |          |
| 11        | Andrea Bunjes (GER)          | 68.40  | 61.78  | 68.22  |        |        |        | 68.40 m |          |
| 12        | Alexandra Papayeoryiou (GRE) | X      | 63.26  | 66.83  |        |        |        | 66.83 m |          |

## Tidigare vinnare

### OS
- 1896 1996: Inga tävlingar
- 2000 i Sydney: Stacy Dragila, USA – 4,60

### VM
- 1983 - 1997: Inga tävlingar
- 1999 i Sevilla: Mihaela Melinte, Rumänien – 75,20
- 2001 i Edmonton: Yipsi Moreno, Kuba – 70,65
- 2003 i Paris: Yipsi Moreno, Kuba – 73,33